# Neil MacKenzie
Neil David MacKenzie (nacido el 15 de abril de 1976) es un exfutbolista inglés que jugó como mediocampista. Marcó 38 goles en 479 partidos de liga y copa en una carrera de 19 años. 
Comenzando su carrera en Stoke City en 1996, después de tres años se mudó a Cambridge United, luego de un corto período de préstamo. Después de esto, pasó una temporada con Kidderminster Harriers, luego otra temporada con Blackpool, antes de firmar con Mansfield Town en 2002. Después de dos años se transfirió a Scunthorpe United, donde fue prestado a Hereford United, antes de firmar con Notts County en 2007. El Notts County lo prestó nuevamente a los dos clubes anteriores Kidderminster y Port Vale en 2008, antes de unirse a Tamworth en 2009 a través de otro club antiguo, Mansfield Town. En 2011, cambió a Evesham United a través de St Neots Town. Se unió a Halesowen Town en 2013, y ayudó al club a obtener el título de la División Uno del Sur de la Premier League Norte en 2013–14, y luego se trasladó a Hinckley AFC en julio de 2015. 

## Carrera de juego

### Stoke City
MacKenzie comenzó su carrera en Stoke City, firmando como aprendiz en 1996. Hizo su debut senior en un choque de Primera División con Portsmouth el 26 de octubre de 1996, reemplazando a Kevin Keen en tiempo de descuento. Ganó su primer inicio de alto nivel el 29 de enero de 1997, jugando en una derrota por 2-1 en casa ante Bolton Wanderers. Diez días después, marcó su primer gol competitivo, acumulando el gol de apertura de una victoria por 2-1 sobre el Oxford United en el Victoria Ground. En total jugó 23 partidos en su primera temporada para el club. Jugó catorce juegos en la temporada de descenso de 1997–98, incluida una fuerte derrota por 7-0 en casa ante el Birmingham City el 10 de enero. Jugó solo seis juegos de Segunda División en 1998–99. 

### Cambridge United
Neil fue prestado en marzo de ese año a Cambridge. Jugando en cuatro juegos y marcando un gol, jugó un pequeño papel en la campaña de promoción de la Tercera División del club. Le había impresionado tanto su hechizo de préstamo que Cambridge lo compró a los "Potter" por una tarifa de £ 40,000 al comienzo de la campaña 1999-2000. Continuó para hacer 27 apariciones para los "U's" esa temporada. 

### Kidderminster Harriers
Fue despedido por Cambridge debido a una "falta de conducta persistente" en noviembre de 2000; esto siguió a un incidente en la cena deportiva del club que lo dejó frente a una ofensa de orden público en la corte. Después de esto, volvió a la división del sótano para firmar por Kidderminster Harriers. Jugó 23 partidos de liga en lo que fue la primera temporada de fútbol de los Harriers en la liga. 

### Blackpool
En el verano de 2001, Blackpool lo atrapó. Jugando en el tercer nivel, hizo veinte apariciones a lo largo de la campaña 2001-02. 

### Mansfield Town
En agosto de 2002, se trasladó a Mansfield Town e hizo 27 apariciones en 2002–03. La siguiente temporada conectó 38 juegos, también anotó cinco goles. Esto incluyó un triplete contra Bishop's Stortford en la Copa FA el 8 de noviembre. En febrero de 2004, se sometió a una cirugía en la rodilla para reparar el daño del cartílago. Regresó a la acción a tiempo para ser un sustituto de tiempo extra para Lee Williamson en la derrota final de play-off del club ante Huddersfield Town. Huddersfield se promocionó luego de su 4–1 de tiros de penal, ya que MacKenzie fue el único jugador de "Stags" que anotó su penalización. Se le ofreció un nuevo contrato de un año al final de la temporada.

### Macclesfield Town
Brian Horton llevó a MacKenzie a Macclesfield Town en préstamo en noviembre de 2004, antes de firmarlo por una suma nominal en enero de 2005. Jugó dieciocho juegos para Macclesfield y Macclesfield en 2004-05. 

### Scunthorpe United
En noviembre de 2005, MacKenzie firmó para Scunthorpe United de Brian Laws, después de impresionar mientras estaba en préstamo de Macclesfield. Esto ocurrió un mes después de haber sido colocado en la lista de transferencias en Macclesfield. Inicialmente, luchando por dejar su huella en el primer equipo, fue golpeado con un daño en el ligamento del tobillo en abril. Durante la campaña 2006–07 encontró limitadas las oportunidades para el primer equipo, y fue prestado a Hereford United en octubre. Después de impresionar, debía quedarse con los "Bulls" hasta el Año Nuevo, pero fue llamado a Glanford Park a mediados de diciembre luego de una crisis de lesiones en el club.

### Notts County
Fue liberado por Scunthorpe al final de la temporada ganadora de la League One del club, y posteriormente firmó un contrato de dos años con Notts County Football Club en el equipo de la League Two en mayo de 2007. Impresionó al mánager Steve Thompson en su debut tres meses después. En noviembre de ese año fue trasladado a Munich para someterse a una operación de hernia. Su recuperación le permitió jugar 32 juegos en 2007–08. 
El 26 de septiembre de 2008, se unió al ex club Kidderminster Harriers en un préstamo de un mes. Durante su estancia marcó un gol en cuatro apariciones. Se unió a Port Vale en un préstamo de un mes el 27 de noviembre, esperanza de un movimiento permanente más adelante. Sin embargo, en enero de 2009 fue convocado por el County, habiendo jugado solo dos juegos con los "Valiants". Al regresar al equipo, MacKenzie criticó el apoyo local de Vale como "negativo" y dijo: "Es el peor ambiente que he conocido en un club". Su contrato fue rescindido por el equipo el 19 de enero, después de que no pudo mantener un lugar en el primer equipo.

### No liga
Al enfrentarse a un posible cambio a Burton Albion, se reincorporó al antiguo club Mansfield Town en términos no contractuales. Luego pasó a jugar siete partidos antes de partir antes del final de la temporada.
En junio de 2009, se trasladó al club Tamworth de la Conferencia Nacional, donde se estableció como uno de los jugadores más aptos del club, a pesar de su edad. Hizo 27 apariciones en la liga en 2009-10, ayudando a los "Lambs" a asegurar su estatus en la máxima categoría del fútbol inglés no ligado a la liga. Jugando 25 juegos de la campaña 2010-2011, dejó Tamworth en marzo de 2011, solo para regresar al club el mes siguiente, con el fin de ayudar al gerente encargado Dale Belford. Hizo una aparición para el club como suplente en la segunda mitad en una derrota 4-2 en Wrexham. Cinco días después, jugó un papel importante en la vital victoria por 2-1 del club sobre Forest Green Rovers en el último partido de la temporada. El partido fue una pelea de perros de descenso y podría haber derribado a cualquiera de los dos clubes, sin embargo, el resultado significó que ambos equipos sobrevivieron, con Southport frente a la caída (Southport fue recuperado después de la expulsión de Rushden & Diamonds ). 
En julio de 2011, firmó con la División Uno Central de St Neots Town of Southern League. Sin embargo, en diciembre de 2011, decidió tomarse un breve descanso del fútbol antes de decidir su futuro. Luego se unió al Evesham United de la Southern League. El club sufrió el descenso de la División Premier en 2011-12. Los "Robins" obtuvieron un 14° lugar en la Division One South & West en la campaña 2012-13. Se unió a Halesowen Town del Northern League League One South en la temporada 2013-14, y ayudó a "Yeltz" a ganar la promoción como campeones divisionales. Hizo 17 apariciones en la temporada 2014-15. En julio de 2015, Mackenzie firmó para Hinckley AFC. 

## Vida personal
Mackenzie hizo historia al convertirse en el primer futbolista profesional en competir en el programa Countdown del canal 4. Su debut se transmitió el 30 de junio de 2008, que ganó por 71–61 en un Enigma crucial. Ganó cuatro partidos más, y apareció en el camino para convertirse en un 'Octochamp' (ganando el máximo de ocho eliminatorias) antes de perder en su sexta aparición. Apareció en los cuartos de final de la serie el 8 de diciembre, pero perdió ante el eventual ganador Junaid Mubeen, y por lo tanto fue eliminado. Ganó un jarrón de cristal por sus esfuerzos.
El compañero de equipo de Tamworth, Bradley Pritchard, describió al veterano MacKenzie como "el más joven de todos nosotros" y como "la persona más divertida con la que he estado fuera".

## Estadística
| Club                          | Temporada           | División                     | Liga | Liga  | FA Cup | FA Cup | Copa de la Liga (Inglaterra) | Copa de la Liga (Inglaterra) | Otro | Otro  | Total | Total |
| Club                          | Temporada           | División                     | Apps | Goals | Apps   | Goals  | Apps                         | Goals                        | Apps | Goals | Apps  | Goals |
| ----------------------------- | ------------------- | ---------------------------- | ---- | ----- | ------ | ------ | ---------------------------- | ---------------------------- | ---- | ----- | ----- | ----- |
| Stoke City                    | 1996–97             | Primera División             | 22   | 1     | 1      | 0      | 0                            | 0                            | 0    | 0     | 23    | 1     |
| Stoke City                    | 1997–98             | Primera División             | 12   | 0     | 0      | 0      | 2                            | 0                            | 0    | 0     | 14    | 0     |
| Stoke City                    | 1998–99             | Segunda División             | 6    | 0     | 0      | 0      | 0                            | 0                            | 1    | 0     | 7     | 0     |
| Stoke City                    | 1999–00             | Segunda División             | 2    | 0     | 0      | 0      | 0                            | 0                            | 0    | 0     | 2     | 0     |
| Stoke City                    | Total               | Total                        | 42   | 1     | 1      | 0      | 2                            | 0                            | 1    | 0     | 46    | 1     |
| Cambridge United              | 1998–99             | Third Division               | 4    | 1     | 0      | 0      | 0                            | 0                            | 0    | 0     | 4     | 1     |
| Cambridge United              | 1999–00             | Segunda División             | 22   | 0     | 5      | 0      | 0                            | 0                            | 0    | 0     | 27    | 0     |
| Cambridge United              | 2000–01             | Segunda División             | 6    | 0     | 1      | 0      | 2                            | 0                            | 0    | 0     | 9     | 0     |
| Cambridge United              | Total               | Total                        | 32   | 1     | 6      | 0      | 2                            | 0                            | 0    | 0     | 40    | 1     |
| Kidderminster Harriers        | 2000–01             | Third Division               | 23   | 3     | 1      | 0      | 0                            | 0                            | 0    | 0     | 24    | 3     |
| Blackpool                     | 2001–02             | Segunda División             | 14   | 1     | 4      | 1      | 2                            | 0                            | 0    | 0     | 20    | 4     |
| Mansfield Town                | 2002–03             | Third Division               | 24   | 1     | 2      | 0      | 1                            | 0                            | 0    | 0     | 27    | 1     |
| Mansfield Town                | 2003–04             | Third Division               | 35   | 2     | 2      | 3      | 1                            | 0                            | 0    | 0     | 38    | 5     |
| Mansfield Town                | 2004–05             | League Two                   | 15   | 1     | 2      | 0      | 1                            | 0                            | 0    | 0     | 18    | 1     |
| Mansfield Town                | Total               | Total                        | 74   | 4     | 6      | 3      | 3                            | 0                            | 0    | 0     | 83    | 7     |
| Macclesfield Town             | 2004–05             | League Two                   | 18   | 0     | 0      | 0      | 0                            | 0                            | 0    | 0     | 18    | 0     |
| Macclesfield Town             | 2005–06             | League Two                   | 6    | 1     | 0      | 0      | 1                            | 1                            | 0    | 0     | 7     | 2     |
| Macclesfield Town             | Total               | Total                        | 24   | 1     | 0      | 0      | 1                            | 1                            | 0    | 0     | 25    | 2     |
| Scunthorpe United             | 2005–06             | League One                   | 14   | 2     | 2      | 0      | 0                            | 0                            | 0    | 0     | 16    | 2     |
| Scunthorpe United             | 2006–07             | League One                   | 24   | 2     | 0      | 0      | 0                            | 0                            | 0    | 0     | 24    | 2     |
| Scunthorpe United             | Total               | Total                        | 38   | 4     | 2      | 0      | 0                            | 0                            | 0    | 0     | 40    | 4     |
| Hereford United (loan)        | 2006–07             | League Two                   | 7    | 0     | 0      | 0      | 0                            | 0                            | 0    | 0     | 7     | 0     |
| Notts County                  | 2007–08             | League Two                   | 29   | 6     | 2      | 0      | 1                            | 0                            | 0    | 0     | 32    | 6     |
| Notts County                  | 2008–09             | League Two                   | 1    | 0     | 0      | 0      | 2                            | 0                            | 0    | 0     | 3     | 0     |
| Notts County                  | Total               | Total                        | 30   | 6     | 2      | 0      | 3                            | 0                            | 0    | 0     | 35    | 6     |
| Kidderminster Harriers (loan) | 2008–09z            | Conference National          | 4    | 1     | 0      | 0      | 0                            | 0                            | 0    | 0     | 4     | 1     |
| Port Vale (loan)              | 2008–09             | League Two                   | 2    | 0     | 1      | 0      | 0                            | 0                            | 0    | 0     | 3     | 0     |
| Mansfield Town                | 2008–09             | Conference National          | 7    | 0     | 0      | 0      | 0                            | 0                            | 0    | 0     | 7     | 0     |
| Tamworth                      | 2009–10             | Conference National          | 27   | 0     | 0      | 0      | 0                            | 0                            | 0    | 0     | 27    | 0     |
| Tamworth                      | 2010–11             | Conference National          | 26   | 1     | 1      | 0      | 0                            | 0                            | 0    | 0     | 27    | 1     |
| Tamworth                      | Total               | Total                        | 53   | 1     | 1      | 0      | 0                            | 0                            | 0    | 0     | 54    | 1     |
| St Neots Town                 | 2011–12             | Southern Div. 1 Central      | 12   | 0     | 1      | 0      | 0                            | 0                            | 3    | 0     | 16    | 0     |
| Evesham United                | 2011–12             | Southern Premier             | 8    | 1     | 0      | 0      | 0                            | 0                            | 0    | 0     | 8     | 1     |
| Evesham United                | 2012–13             | Southern Div. 1 South & West | 11   | 0     | 0      | 0      | 0                            | 0                            | 2    | 0     | 13    | 0     |
| Evesham United                | Total               | Total                        | 19   | 1     | 0      | 0      | 0                            | 0                            | 2    | 0     | 21    | 1     |
| Halesowen Town                | 2013–14             | Northern Div. 1 South        | 33   | 4     | 3      | 1      | 0                            | 0                            | 2    | 0     | 38    | 5     |
| Halesowen Town                | 2014–15             | Northern Premier League      | 13   | 2     | 1      | 0      | 0                            | 0                            | 3    | 0     | 17    | 2     |
| Halesowen Town                | Total               | Total                        | 46   | 6     | 4      | 1      | 0                            | 0                            | 5    | 0     | 38    | 7     |
| Total en su carrera           | Total en su carrera | Total en su carrera          | 427  | 30    | 30     | 5      | 13                           | 1                            | 11   | 0     | 480   | 38    |

## Honores
Cambridge United
- Subcampeones de la Third Division: 1998–99

Scunthorpe United
- Campeón de la League One: 2006–07

Halesowen Town
- Campeón de la Northern Premier League : 2013-14